# Fondale (teatro)
Il fondale è una grande tela che occupa il fondo della scena in un luogo, come ad esempio il teatro, adibito alla rappresentazione di spettacoli. 
Quando, oltre il cielo, ha dipinte decorazioni come piazze, boschi, montagne, sale ecc., sostituisce il panorama di tela, serve da sfondo alla scena e risolve praticamente qualsiasi soluzione pittorica. 
Oppure può essere di stoffa nera o colorata e sfruttare le peculiarità di vari tipi stoffe, come la trasparenza o la luminosità. 
Nei grandi teatri può avere dimensioni notevoli, es. 20 metri di larghezza e 24 di altezza; ha una sacca in testa e una al piede, dove vanno infilati gli stangoni che, legati con corde di canapa passanti per la graticcia, possono essere manovrati a scendere o a salire a seconda delle necessità. 
Se è di grandi dimensioni e la torre scenica non è abbastanza alta, non è possibile portarlo in soffitta tutto teso (in prima), occorre piegarlo in 2, 3 o 4 parti prima di alzarlo.
I piccoli fondali, che servono a rappresentare limitate superfici, come quelle di sfondo di una finestra o di una porta, vengono chiamati fondalini.